# إرنست هاسكيل
إرنست هاسكيل (بالإنجليزية: Ernest Haskell)‏ هو رسام أمريكي، ولد في 30 يونيو 1876 في وودستوك ‏ في الولايات المتحدة، وتوفي في 1 نوفمبر 1925 في مين في الولايات المتحدة.